# Betty Hilton
Elizabeth Evelyn Hilton detta Betty (12 febbraio 1920 – 3 luglio 2017) è stata una tennista britannica.

## Biografia
Si è sposata nel 1942 con Raymond Hilton, che è deceduto durante la seconda guerra mondiale, ed è scesa in campo col cognome da coniugata per la maggior parte della carriera. È convolata a nozze una seconda volta nel 1950 con Andrew James Christopher Harrison usando il cognome di quest'ultimo nel finire dell'attività agonistica.

## Carriera
Nei tornei dello Slam ha raggiunto la prima volta i quarti di finale sulla terra del Roland Garros 1946, sconfitta nettamente da Pauline Betz. L'anno successivo è avanzata fino alle semifinali di Wimbledon nel doppio, in coppia con Jean Nicholl. Il 1949 è stata la stagione migliore: al Roland Garros ha raggiunto la finale del doppio insieme a Joy Gannon, mentre sull'erba di Wimbledon ha raggiunto i quarti in singolare, sconfitta da Margaret Osborne duPont, e le semifinali nel doppio, ancora insieme a Gannon.
Chiude l'anno con la semifinale agli U.S. National Championships, dove viene nuovamente sconfitta da duPont.
Vanta una finale anche agli Internazionali d'Italia 1950, dove in coppia con Kay Tuckey è stata sconfitta dalle connazionali Jean Quertier e Jean Walker-Smith in tre set col punteggio di 1-6, 6-3, 6-2.

## Statistiche

### Finali del Grande Slam

#### Doppio

##### Finali perse (1)
| Anno | Torneo                            | Compagna   | Avversarie in finale           | Punteggio |
| 1949 | Internazionali di Francia, Parigi | Joy Gannon | Louise Brough Margret Osbourne | 5–7, 1–6  |